# TEX86
TEX86 (auch Tetraether-Index von 86 Kohlenstoffatomen) ist eine biochemische Methode zur Ermittlung der Meeresoberflächentemperatur früherer Klimata (Paläothermometer).

## Grundlagen

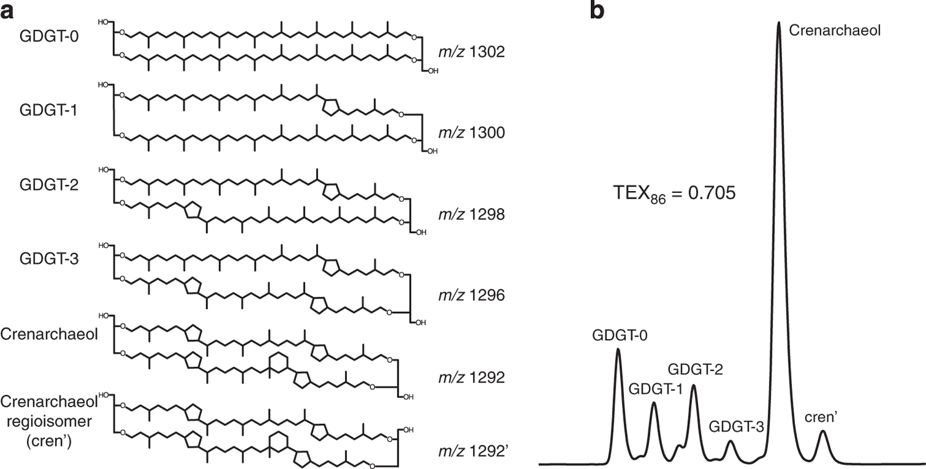
Molekulare Struktur und HPLC-Detektion von GDGTs

TEX86 basiert auf der Analyse von Membranlipiden mesophiler mariner Thaumarchaeota (früher marine Gruppe I Crenarchaeota). Die Membranlipide von Thaumarchaeota bestehen aus Glycerol-Dialkyl-Glycerol-Tetraethern (GDGTs), die zwischen null und drei Cyclopentyl-Substituenten tragen, wohingegen das charakteristische GDGT Crenarchaeol vier Cyclopentan-Gruppen und eine Cyclohexan-Gruppe enthält. Thaumarchaeota synthetisieren daneben ein Regio-Isomer des Crenarchaeol.
Die Cyclohexan- und Cyclopentan-Ringe, die durch eine interne cyclische Verbindung einer der Biphytan-Ketten geformt wurden, besitzen einen Einfluss auf die thermischen Übergangspunkte der Zellmembran von Thaumarchaeota. Mesokosmische Studien zeigen, dass der Grad der Cyclisierung im Allgemeinen von ihrer Wachstumstemperatur bestimmt wird.

## Kalibrierung
Basierend auf der relativen Verteilung isoprenoider GDGTs schlugen Schouten und andere 2002 den Tetraether-Index von 86 Kohlenstoffatomen (TEX86) als einen Stellvertreter für die Meeresoberflächentemperatur SST (sea surface temperature) vor. GDGT-0 wird von der Kalibrierung ausgeschlossen, da es von vielen Faktoren beeinflusst wird. GDGT-4 wird weggelassen, da es keinerlei Korrelation zur SST zeigt. Es ist oft um eine Größenordnung stärker vertreten als sein Isomer und die anderen GDGTs. Die jüngste TEX86-Kalibrierung beruht auf zwei getrennten Indizes und Kalibrierungen. Bei TEX86H wird dieselbe Kombination an GDGTs wie in der ursprünglichen TEX86-Beziehung verwendet:
{\displaystyle {\text{GDGT-Verhältnis-2}}\mathrm {=\left({\tfrac {[GDGT-2]+[GDGT-3]+[GDGT-4']}{[GDGT-1]+[GDGT-2]+[GDGT-3]+[GDGT-4']}}\right)} }
Das GDGT-Verhältnis-2 (engl. GDGT ratio-2) wird mit Hilfe der Kalibrierungsgleichung mit der SST korreliert: TEX86H = 68,4 · log(GDGT-Verhältnis−2) + 38,6). TEX86H hat einen Kalibrierungsfehler von ±2,5 °C und basiert auf den 255 oberen Kernsegmenten.
Bei TEX86L wird eine Kombination von GDGTs benutzt, die sich von TEX86H unterscheidet, wobei GDGT-3 vom Zähler entfernt und GDGT-4’ vollkommen weggelassen wird:
{\displaystyle {\text{GDGT-Verhältnis-1}}\mathrm {=\left({\tfrac {[GDGT-2]}{[GDGT-1]+[GDGT-2]+[GDGT-3]}}\right)} }
GDGT-Verhältnis-1 wird unter Verwendung dieser Kalibrierungsgleichung mit der SST korreliert:(TEX86L = 67,5· log(GDGT-Verhältnis-1) + 46,9). TEX86Lhat einen Kalibrierungsfehler von ±4 °C und basiert auf 396 oberen Kernsegmenten.
Daneben existieren auch andere Kalibrierungen (darunter 1/TEX86, TEX86' und pTEX86), die bei der Temperaturrekonstruktion erwogen werden sollten.

## Einschränkungen
Es existieren mehrere Einschränkungen im Hinblick auf diesen Indikatorwert und die Liste unten ist nicht vollständig. Detaillierte Informationen dazu liefern Schouten et al.

### Terrestrische Beiträge
Der Index der verzweigten vs. isoprenoider Tetraether (englisch branched vs. isoprenoidal tetraether, BIT) kann zur Bestimmung des relativen Eintrags terrestrischen organischen Materials (terrestrial organic matter, TOM) von Flüssen in das marine Reich verwendet werden. Der BIT-Index basiert auf der Annahme, dass GDGT-4 (auch als Crenarchaeol bekannt) von den Meeresbewohnern Thaumarchaeota und das verzweigte GDGT von Festland besiedelnden Bodenbakterien stammt. Bei BIT-Werten höher als 0,4 wird eine Unsicherheit größer 2 °C in die TEX86-basierte Schätzung der SST aufgenommen.
Nichtsdestotrotz können isoprenoide GDGTs in einer Festlandsumgebung synthetisiert werden, womit man sich auf die BIT-Werte nicht mehr verlassen kann. Eine ausgeprägte Kovariation zwischen GDGT-4 und verzweigten GDGTs in modernen Meeres- und Süsswassermilieus weist auf eine gemeinsame oder gemischte Quelle für isoprenoile und verzweigte GDGTs hin.

### Anaerobe Methanoxidation (AOM)
Der Methan-Index (MI) wurde vorgeschlagen, um zwischen dem relativen Einfluss der methanotrophen Euryarchaeota und der Ammoniak-oxidierenden Thaumarchaeota in einem Umfeld diffusen Methan-Flusses und anaerober Methanoxidation (anaerobic oxidation of methane, AOM) unterscheiden zu können. Diese Orte sind durch eine ausgeprägte GDGT-Verteilung gekennzeichnet; konkret ist es ein Übergewicht von GDGT-1, -2 und -3. Hohe MI-Werte (größer 0,5) spiegeln hohe Raten an Gashydrat-bezogenen AOM und niedrige Werte (kleiner 0,3) spiegeln normale Sedimentationsbedingungen wider, d. h. kein nennenswerter AOM-Eintrag.

### Zerfall
Man geht davon aus, dass GDGTs nur bei Temperaturen oberhalb von 240 °C von thermischem Zerfall betroffen sind. Dies kann durch Auswertung des Verhältnisses spezifischer Hopan-Isomere getestet werden. Es hat sich gezeigt, dass eine aerobe Degeneration TEX86 beeinflusst und die SST-Werte um bis zu 6 °C verschiebt. Es ist dies ein selektiver Prozess, der das Präparat mit unterschiedlichen Raten entarten lässt.

## Anwendung
Die ältesten TEX86-Belege stammen aus dem Jura und deuten auf relativ warme SSTs hin. TEX86 wurde zur Temperaturrekonstruktion des gesamten Känozoikums verwendet (65–0 mya) und hat sich als nützlich erwiesen, wenn andere SST-Proxys durch Diagenese verändert sind (z. B. Foraminiferen des Plankton) oder fehlen (z. B. Alkenone).

### Eozän
TEX86 wurde zur Rekonstruktion der SSTs des Eozän (55–34 mya) ausgiebig getestet. TEX86-Werte deuten auf hohe SST-Werte (20–25 °C) der hohen Breiten der südlichen Hemisphäre hin, was mit anderen, unabhängig davon abgeleiteten Proxys (Alkenone, CLAMP, Mg/Ca) übereinstimmt. Gebiete hoher, südlicher Breitengrade kühlten sich im mittleren und späten Eozän ab, wohingegend die Tropen stabil und warm blieben. Zu den Gründen für diese Abkühlung zählen längerfristige Veränderungen in der Kohlenstoffdioxidkonzentration und/oder Veränderungen von Meeresströmungen (Tasmanisches Tor, Drakestraße).